# البهاغافاد غيتا
البهاغافاد غيتا أو بْهَغْفَدْ غِيْتَا (بالسنسكريتية: भगवद्गीता)‏، و(بالإنجليزية: The Bhagavad Gita)‏، هو الكتاب المقدس في الهندوسية، وهو الحوار الذي جرى بين السيد أو الرب المبارك كريشنا وأرجونا عند بداية المعركة، وهو عبارة عن 700 بيت أو آية تقع في ثمانية عشر فصلاً، ويعود تاريخه إلى قرابة الألف الثالث قبل الميلاد.
كلمة بهاغافاد تعني الله أو الرب أو الإلهي، وترمز إلى السيد كريشنا، وكلمة غيتا تعني المغنّاة أو القصيدة أو الأنشودة.
معلم البهاغافاد غيتا هو الرب كريشنا الذي يقدسه الهندوس بوصفه مظهراً من مظاهر الله أو براهما الخالق الأعظم ومانح الحياة، وينسبون إليه الشمس التي تجري بسببها الحياة. وهوثالث ثلاثة آلهة عِظام، وهم: فيشنو، وشيفا. وتسمى أيضاً الأوبانيشاد وهي الجزء الأخير في مجموعة من الكتابات الهندوسية التي تُسمى الفيدات «جمع فيدا». والبهاغافاد غيتا هي من أشهر الإضافات إلى المهابهاراتا الموجودة في الكتاب السادس، وهي الآن أكثر النصوص الهندوسية المقدسة شهرة وتشكل جوهر الديانة الهندوسية الحديثة.

## معاني الاسم
الاسم بهاغافاد غيتا أو بْهَغْفَدْ غِيْتَا -بحسب النطق الهندي- يعني: نشيد الله، أو أغنية الرب المبارك، أو نشيد السعيد أو نشيد المولى. واسمها الكامل: شريماد بهاغافاد جيتا أو غيتا أو بانيشاد. ويعني العقيدة السرية المُعطاة في أناشيد السعيد الماجد.

## مقدمة
تحكي الباغافاد غيتا كيف أن أرجونا، كانت له شكوك وهواجس عما إذا كان يتعين عليه محاربة بني عمومته الكوروفيين أو لا. وقد قام السيد كريشنا متحدثًا باسم سلطة الإله فشنو في إقناعه أن عمله عادل مُفسراً له واجباته بوصفه ولياً للمحارب من خلال نصوص فلسفية يوغية «يوغا» وفيدية «فيدا» فيدا، مع أمثلة ومقارنات. وقد أدى هذا إلى غيتا التي كثيراً ما توصف بأنها دليل مختصر في لاهوت الهندوسية وأيضا بمثابة دليل عملي، ومكتفية ذاتياً في الحياة. بعد ذلك كانت مهارة أرجونا العسكرية عاملاً حاسمًا لانتصار الباندفيين.
قبل مائتي عام، وحين كان يطلب من الهندوسي أداء القَسَم أمام المحكمة، كان عليه أن يمس ثلاثة أشياء مقدسة ويردد القَسَم: ريجفدا، وماء نهر الغانج، وورقة نبات اللوتس.
وطرح آنذاك السؤال المهم:
هل يمكن لأي شخص أن يمس ريجفدا النص الهندوسي المعصوم؟ أم أن ذلك حكراً على الكهنة فقط؟
وكان الجواب لا يمكن أبداً.
من هنا بدأ التفكير بكتاب مقدس آخر يحلّ محلّ ريجفدا ولا ينتقص من التقاليد في شيء, وبذات الوقت يبعد ريجفدا عن عامة الناس.
وكان الغيتا هو ذلك الكتاب والذي أصبح بمثابة إنجيل الهند. وأصبح الهندوسي يضع يده على الجيتا لأداء القَسَم.
ومما تجدر الإشارة إليه، أنه لم يتم في حينها تأليف الغيتا إذ أنه كان موجوداً ومتضمناً في الملحمة الكبرى المهابهاراتا وتم استخلاص ـ الغيتا ـ وفرزها في كتاب مستقل.

### كريشنا

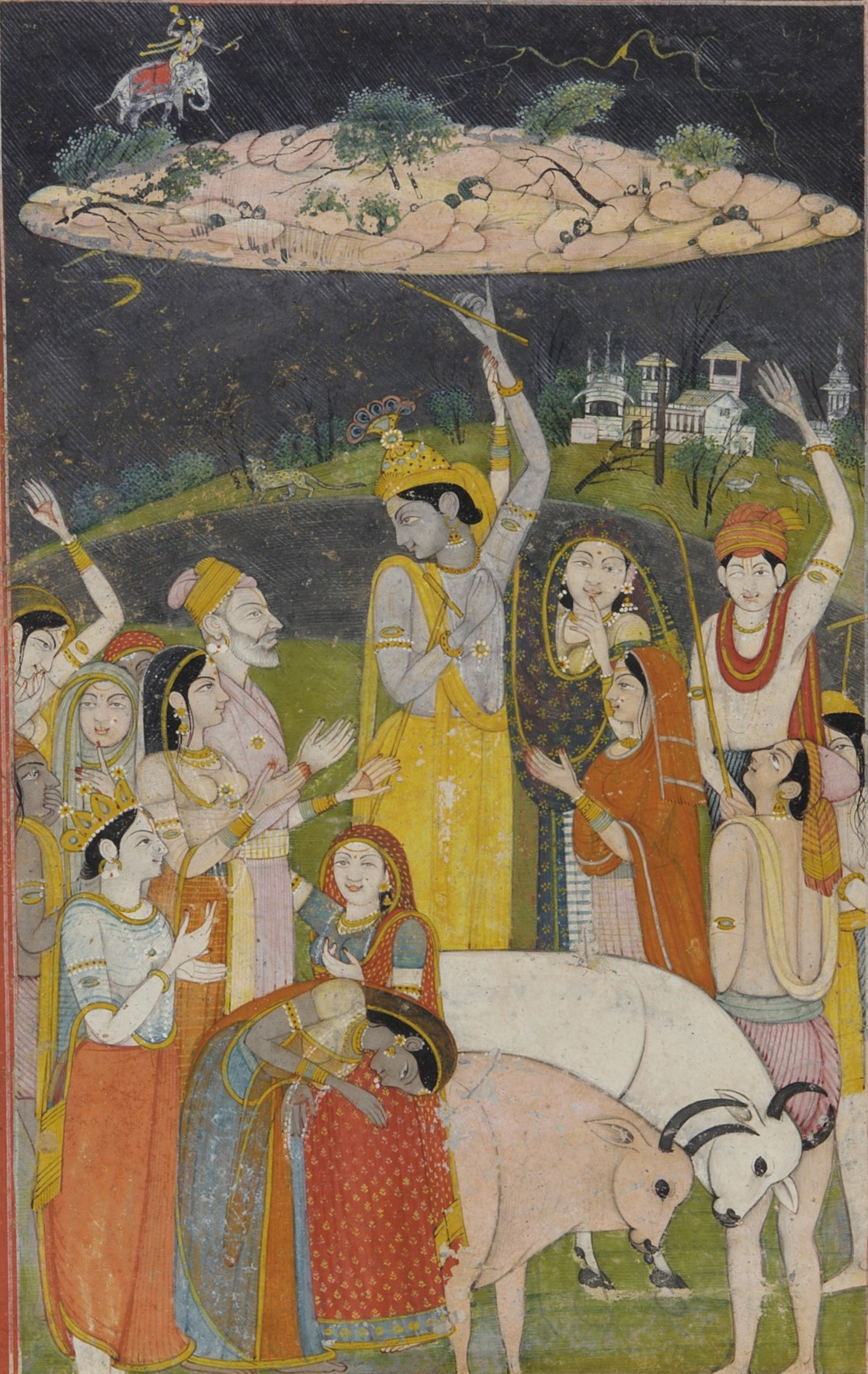
كريشنا يسند صخرة غوفردهان [Govardhan hill

يرسم عادة على شكل ولد راعي بقر يعزف الناي أو كأمير يقدم توجيهات فلسفية. كريشنا يُعبد في الهندوسية على أنه أفاتار -أي تجسد- للإله فيشنو الذي يُعتبر الإله الأعلى في الفيشنوية، وفي طوائف أخرى هو مصدر كل الأفاتارت بما فيها فيشنو. وهناك قصص كثيرة مختلفة حول كريشنا في الهندوسية لكنها تتفق على التجسد الإلهي وطفولة إرشادية وحياة كمعلم وبطل محارب.
يذهب التراث الهندوسي إلى وجود عشرة تجليات رئيسية لفيشنو الإله الأعلى والرب الحافظ للكون، وكل تجل من هذه التجليات، باعتباره شكلا من أشكال فيشنو، هو تجلي براهما الواقع المطلق أو الحقيقة النهائية". ويُعد كرشنا وراما من أكثر أشكال تجسد فيشنو شعبيةً، فراما بطل ملحمة الرامايانا هو التجسيد الحي للخير.
وهو عادة ما يفعل ذلك عندما يصيب ميزان العدالة الاختلال فيعود للأرض من حين لآخر ليملأها عدلاً بعد أن تكون قد ملأت ظلماً وجوراً.
فجاء كريشنا لتدمير الشيطان كامسـا الذي يحكم ماتهورا، وليعطي البشر على الأرض الكتاب المقدس بهاغافاد غيتا وهو أحد الكتب الدينية المعظمة لدى الهندوس، وهو حوار بين أرجونا وابن عمه كريشنا.
ولد كريشنا لـ ديفاكي وزوجها فاسودينا في أحد السجون، وحين عرف الشيطان كامسا بالنبوءة التي تقول أنه سيقتل بيد ابن ديفاكي، شرع بذبح أطفالها فور ولادتهم، وحين ولد لها كريشنا وبالاراما، استطاع الأب أن يهربهما سرا إلى جوكولا حتى لا يقتلهما الشيطان كامسا. تركهما الأب في رعاية أمير قطيع البقر ناندا وزوجته باشودا، وهاجمت كريشنا' الطفل العديد من العفاريت واستطاع التغلب عليها فعرف بالطفل الإل ويأتي بكثير من أعاجيب البطولة ومغامرات الغرام.
وهو يستطيع أن يُشفي الصم والعُمي ويُعاون المصابين بداء البرص ويذود عن الفقراء ويبعث الموتى من القبور، وفي شبابه يصبح كريشنا عاشقا وسارقا للقلوب فيعاكس راعيات البقر.
ثم إن الشيطان كامسا الذي يطلع على أمر كريشنا من أحد الكهنة، أخذ يضع الخطط ليقضي عليه، فيدعوه لحضور حفل قربان كبير يقام في ماتهولا على شرف الإله شيفا كي يقتله بواسطة فيل متوحش ينتظره على أبواب المدينة، وحين يدخل كريشنا المدينة، يهاجم الحرس ويقتل الفيل ويقلع نابه ويدور به حول المدينة فيقوم الشيطان كامسا بمحاولة يائسة إذ يخرج والد ووالدة كريشنا من السجن ويهدد بقتلهما، فيغضب كريشنا ويقتل بقية الشياطين ويصبح ملك دفاركا ويتزوج عدة نساء ولكن خلال هذه الأحداث يتمكن الشيطان ناراكا من السيطرة على ملوك الأرض ويضطهد الآلهة في الجنان فيقاتله كريشنا وينتصر عليه بمساعدة العفريت مورو ذي الرؤوس الخمسة وأولاده السبعة.
وحين ينتصر عليه يحرر الآف الحوريات اللائي كن أسيرات ناراكا وحبيسات قصره، فيتزوجهن كريشنا لأنهن شغفن حباً به.
ويبلغ صراع كريشنا ضد الشر ذروته حين تقوم الحرب بين أبناء العم في حرب كوروكشيترا فيعظ موعظته العظيمة البهاغافاد غيتا التي أصبحت الكتاب المقدس عند الهندوس.
وبعد انتهاء الحرب يعود كريشنا إلى مملكته دفاركا، وتذكر الأساطير انه كان يتجول يوماً في الغابة فشعر بالتعب واستلقى تحت ظل شجرة، وكان كعب قدمه ظاهراً فشاهده أحد الصيادين وظنه غزالاً فرماه بسهم أصابه وكان السبب في موته.

### أرجونا وكريشنا والمهابهارتا

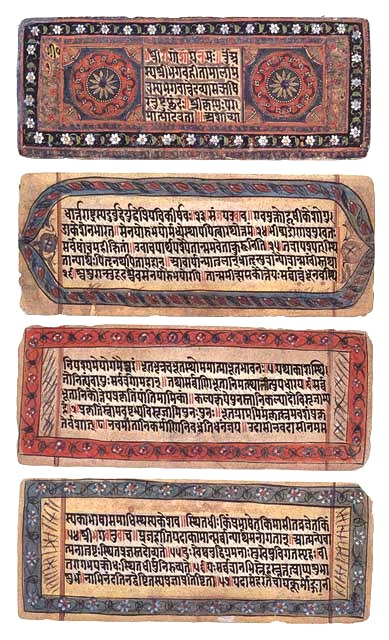
مجموعة مخطوطات من البهاغافاد غيتا من القرن التاسع عشر.

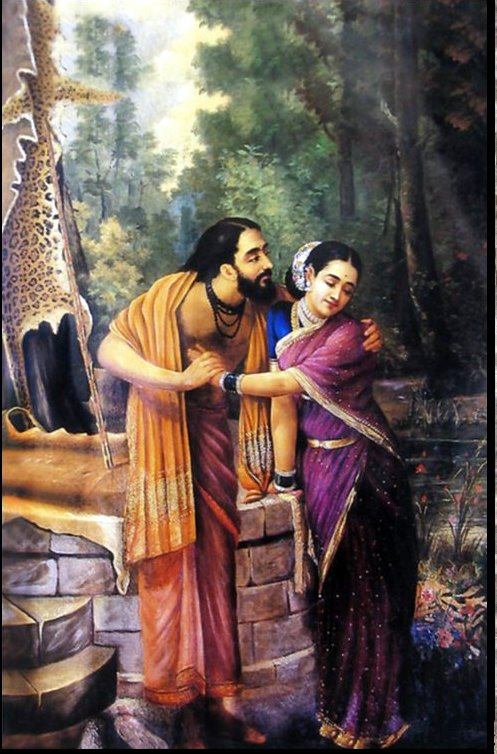
أرجونا وسوبهادرا.
رسمت الوحة من قبل راجا رافي فارما.

تعني كلمة «المهابهاراتا» الملك العظيم بهاراتا. وتتحدّث القصيدة عن المنافسات والنزاعات والمعارك التي دارت بين الكاورافاس والباندافاس، وهما فرعان من أسرة بهاراتا التي كانت تحكم في ذلك الوقت.
يبدأ الكتاب بسؤال يطرحه دريتاراشترا على سانجايا قائلاً: أوه سانجايا! أخبرني ما الذي يحدث حين يلتحم جنودي المتشوقين للقتال مع جيش الباندافا في ميدان كوروكشيترا؟
فمن هم الباندافاس؟ ومن هم الكاوروفا؟ ولماذا يتوجب على الطرفين أن يقاتلا بعضهما؟
أصل الحكاية مشهد في الجنة، فقد كان هناك ثمانية من الدفق المنوي نزل في يوم ما إلى الأرض لزيارة صومعة الكاهن فاسيشذا، والذي لم يكن حاضراً، وكانت هناك بقرته البيضاء والمسماة كاماظينو (وهي نوع من الأبقار التي تدر الحليب بإرادتها) ترعى في الحقول.
وأعجب الدفق بالبقرة, وغير أن أصغرهم أصر على أخذها معه، وحينما عاد الكاهن لم يجد البقرة ولكنه أدرك ببصيرته ما حدث أثناء غيابه فقام يلعن الدفق وقال بضرورة نزولهم إلى الأرض.
وحاول الدفق إقناع الكاهن بالعودة عن اللعنة غير أنه أصر. وذهب الدفق يتوسلون إلى الآلهة جانجا أن تجد لهم حلاً وأن ترضى بأن تكون أماً لهم.
وفي أحد الأيام وبينما كان الملك شانتانو يتربَّص على ضفاف نهر الغانج شاهد أمامه امرأة فائقة الجمال ورغب أن يقترن بها، ووافقت بشرط ألا يسألها عن أي تصرف تقوم به، واقترن بها الملك، وفي كل سنة وعندما تلد طفلاً تأخذه وترميه في النهر, والملك يتألم دون أن يستطيع سؤالها خشية أن يحنث بوعده. وبعد أن قتلت أبنائها السبعة، جاء موعد ولادتها في السنة الثامنة وحينما همت بقتل الطفل اعترض الملك على ذلك, عندها أجابته: حسناً خذ الطفل فهو لك ثم قصت عليه القصة كاملة وقالت بأنها لم تعد بذلك زوجة له واختفت من أمامه.
وراح الملك يربي الطفل الذي أصبح فيما بعد بيشما العظيم. وفي إحدى الأيام وبينما الملك يتمشى على ضفاف النهر ملأت أنفاسه رائحة عطر وفجأة ظهرت أمامه عذراء جميلة, ورغب أن يقترن بها وحين قابل والدها اشترط عليه الأب أن يكون أحفاده ملوكاً ويرثون العرش.
ووقع الملك في حيرة إذ أن عرشه كان من نصيب بيشما, وحين علم يبشما بالأمر توجه إلى والد الفتاة وخطب الفتاة لأبيه وتعهد أن يتنازل عن العرش وألا يتزوج, عندها تم زواج شانتانو من ساتيافاتي ورزق منها بولدين هما: شترانجادا وفيشيسترافربا وتوفي الاثنان تاركين أرملتين فيما بعد وأنجبتا ولدين هما: دريتاراشترا وباندو.
وقد ولد الأول كفيفاً، أما باندو فقد كان مريضاً ونظراً لأن الأول كان كفيفاً فقد تولى الثاني شؤون المملكة.
وولد دريتاراشترا مائة ولد عرفوا فيما بعد باسم (الكورو) وكان أكبرهم يدعى دوريوذانا.
أما باندو فقد ولد له خمسة أولاد هم على التوالي:
يوذيشتيرا، بهيما، أرجونا، ناكولا، ساهدفا, وعرفوا فيما بعد باسم (باندافاس).
وبعد وفاة باندو تولى يودهشترا الحكم بمساعدة بيشما والآخرين. وكان الكاورافاس يشعرون بالغيرة من الباندافاس وحاولوا عدة مرات أن يوقعوا الضرر بهم مما دفعهم إلى ترك المملكة وأخذ أمهم ـ كونتي ـ معهم والعيش متخفين.
وفي إحدى السابقات التي تم تنظيمها لاختيار عريس لإحدى الأميرات استطاع الباندافاس أن يفوزوا بالمباراة وتصبح الأميرة زوجة الأخوة الخمسة. وعادوا إلى حكم المملكة. فراح الكاورافاس يفكرون بطريقة جديدة لتجريد باندافاس من ملكهم واقترح دوريوذانا على يودهشترا أن يلعبا النرد وبدأت المباراة وبدأ الأخير يخسر. وخسر مملكته وإخوانه وزوجته.
تمَّ التقرير على إثر المباراة نفي الباندافاس لمدة ثلاثة عشر سنة في الغابة على أن يعيشوا السنة الأخيرة متخفين دون أن يكتشفهم أحد.
وبعد كثير من المعاناة والتفاصيل وبعد انقضاء المدة المقررة للنفي عاد الباندافاس ليطالبوا بالمملكة فرفض دوريوذانا منحهم حتى بوصة واحدة من الأرض. وتدخل الكثير من الأشخاص لإيجاد حل للإشكال وإقناع دوريوذانا, ومنهم سري كريشينا الذي عمل بمثابة وسيط سلام دون جدوى، وكريشنا لم يقاتل غير أنه قاد عربة أرجونا.
فبينما الجيشان متأهبان للقتال وسري كريشينا يقود عربة أرجونا, لاحظ حالة الإحباط التي أصابت بطل الباندافاس أرجونا فيوقف عندها العربة ويبدأ الحوار بين الاثنين وهو الذي عرف فيما بعد البهاغافاد غيتا ويحوي خلاصة الفلسفة الهندوسية والمواقف إزاء الوجود برمته وإزاء الأحداث وكيفية التصرف. وانقسمت القبائل بين مؤيد لحق الباندافاس ومساند للكاورافاس.
وقعت المواجهة بين الجيشين وهُزم جيش الكاورافاس في معركة كوروكشيترا الشهيرة والتي استمرت ثمانية عشر يوماً وشارك بها معظم ملوك الأرض آنذاك. تلك هي باختصار حكاية ملحمة المهابهاراتا ومن هنا جاءت البهاغافاد غيتا.

## البهاغافاد غيتا
إن البهاغافاد غيتا التي تحتلُّ الفصول (23- 49) من ملحمة المهابهاراتا تتضمن فلسفة كريشينا وتطبيقاتها في الحياة. وردِّه على الأفكار المثالية التي راودت أرجونا وأشاعت في نفسه حالة من الإحباط ولم يكن من الممكن أن يخوض الحرب لولا تلك الحوارية.
دامت البهاغافاد غيتا لقليل من الوقت قبل بدء معركة كوروكشيترا، عندما قدم كريشنا مشورته لأمير الباندافا أرجوناالممتلئ شكاً، لأنه غير متأكد إن كان عليه فعلاً أن يخوض حرباً ضد أقربائه وأحبابه.
تلخيص الفلسفة الأساسية للبهاغافاد غيتا تأتي بتفسير المفاهيم أو الحقائق الخمسة:
1. المراقب الأعلى، أو سلطة التحكم العليا.
2. الكائنات الحية.
3. الطبيعة.
4. الدارما، أو الفهم الصحيح للطبيعة والكون.
5. الوقت.

فشرح له أن الروح خالدة أبدية، أي أن الموت في ساحة المعركة سيشمل فقط سفك الدماء من الجسم، في حين أن الروح هي دائمة لا تموت. فإذا لم يخض الحرب فإنه سيُخل بالتوازن السليم لطبيعة النظام الكوني بحسب الدارما. ومن أجل توضيح وجهة نظره، شرح كريشنا مختلف العمليات اليوغية، أو اليوغا، ومفاهيم الطبيعة الحقيقية للكون. فشرح مسارات اليوغا في خدمة الممارسة الروحية والعمل والتأمل والمعرفة.
وفي الأساس فإن البهاغافاد غيتا يقترح أن التنوير الحقيقي يأتي من حالة الوعي التجاوزي مع تحديد الأنا الزمنية.
بمعنى آخر، إن تسلسل مراحل الحوار تفتح وبشكل تدريجي، الوعي الفردي من حالات الوعي النسبي الثلاثة:
النوم - الحلم - اليقظة إلى حالات الوعي السامية.
ففي الفصل الثاني مثلاً من البهاغافاد غيتا، يكشف كريشنا لأرجونا عن حالة الوعي التجاوزي التي هي أساس العالم النسبي، فيتكلم بإسهاب عن المطلق غير الظاهر وعن كل الظواهر، ويتجلى ذلك بوضوح في الآية 45 من الفصل الثاني إذ دعا كريشنا أرجونا أن يتجاوز الغونات الثلاثة التي هي صفات الطبيعة التي تعمل بها.
شرح كريشنا عن الوسيلة التي تحقق ثبات العقل بالذات الكلية التي تتم من خلال ممارسة اليوغا التي توحّد المستوى السطحي من الوعي مع المستوى التجاوزي غير الظاهر، والتي تؤدي إلى القيام بالعمل دون التعلق بثمار العمل، وبذلك يدرك الإنسان حالة جديدة من الوعي تعرف بالوعي الكوني.
ومع نمو حالة الوعي الكوني وثبات العقل في الوعي الصافي، في الذات الكلية، يتابع كريشنا تعاليمه إلى تطوير صفات القلب وذلك من خلال المثابرة على التأمل والحب الإلهي الأسمى، وبذوبان القلب في هذا العشق الإلهي يدرك الإنسان شفافية العالم النسبي، ويدرك مقدرة الله الذي خلقه، ويرى الله ينبع في كل المخلوقات، ويتجلى ذلك بوضوح في الفصل العاشر والفصل الحادي عشر عندما تجلى كريشنا فأظهر ذاته لأرجونا بكل صفاته وكل جبروته، وبذلك يترقى الإنسان إلى حالة من الوعي الإلهي.
ويكمل السيد كريشنا في الغوص بعمق في صفات العالم النسبي ويبرز بوضوح الصفات الثلاثة:
الساتفا - الرجس - الطمس وتفاعلها في الطبيعة وبتجاوز هذه الصفات في العالم النسبي، يدرك الإنسان أن الذات تعمل بالذات من أجل الذات، هذه هي حالة التوحد الأسمى، حالة التحرر الأبدي في وعي البراهما.
إن هدف كل التعاليم التي قالها السيد كريشنا إلى أرجونا هو في جعل الذات الفردية تصبح الذات الكونية، وهكذا يصبح، أي براهما، وهذا هو قمة التطور، هذا ما ورد بوضوح في الفصل الأخير من البهاغافاد غيتا، وهو خلاصة كل التعاليم.

تكلم السيد كريشنا عن التعبّد الأسمى وهو في تفتّح العقل والقلب بشكل كامل على الطاقة الكونية اللامحدودة التي هي الذات الكلية المتجسدة بالسيد كريشنا، عندما كان يقول لأرجونا:
أحبني أو أكرمني أو اعبدني أو اجعلني ملجأك الأخير.
وكل هذه الكلمات المشابهة هي ليست سوى من أجل أن تجعل الذات الفردية المقيمة في داخل كل إنسان تتحلى بصفات الذات الكونية المتجسدة بالسيد كريشنا، فتصبح الذات الفردية ذات كونية. وليس ذلك فحسب بل أعطى السيد كريشنا الطريقة للوصول إلى ذلك.

## حرب مهابهاراتا كرمز

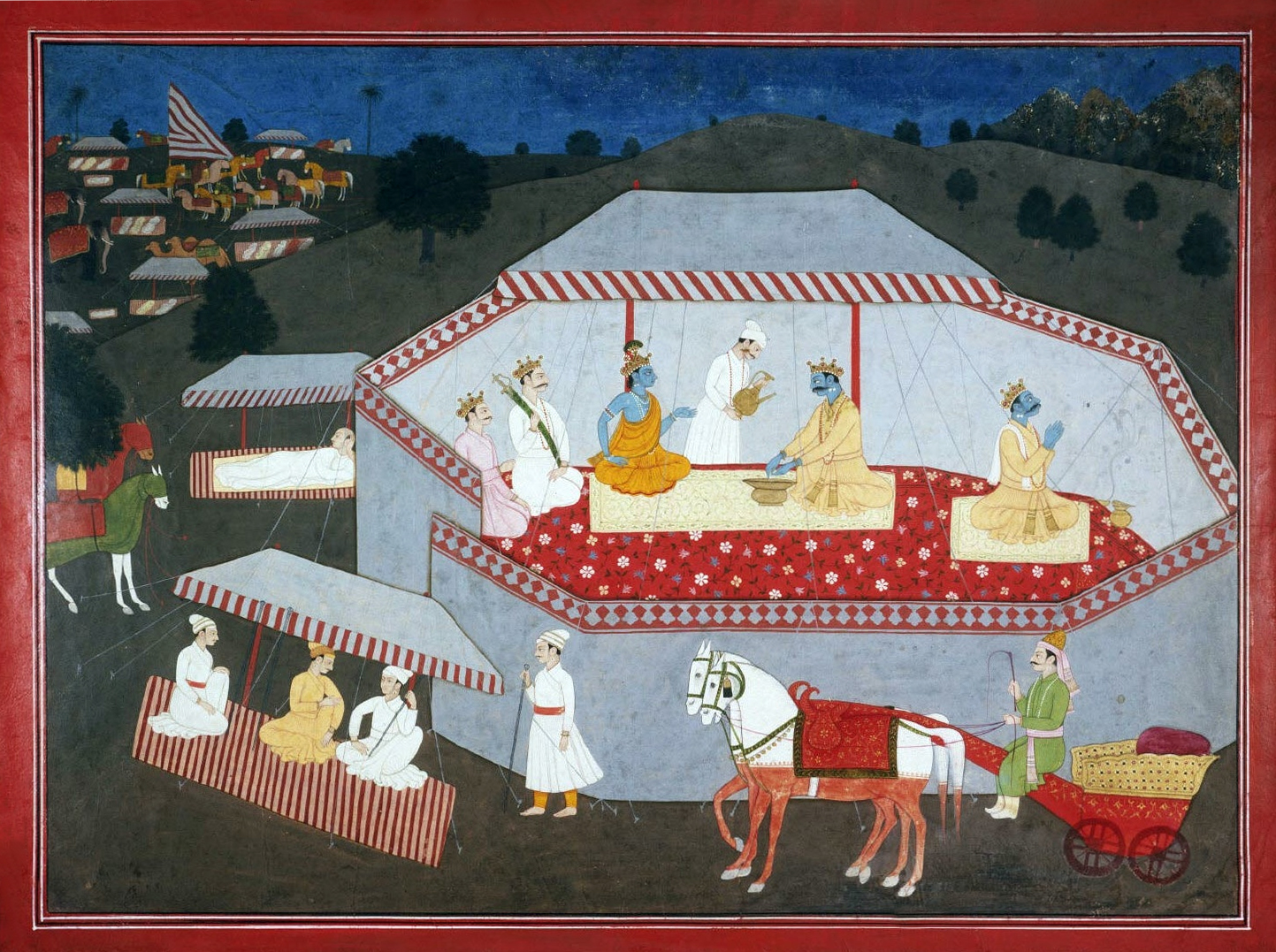
لوحة من القرن الثامن عشر توضح اختيار أرجونا الجلوس مع كريشنا بدلاً من جيشه

ذهب العديد إلى اعتبار غيتا رمزاً. فعلى سبيل المثال سوامي نيخيلاناندا اعتبر أن أرجونا هو رمز لـ وكريشنا هو رمز لـ براهما، وعربة أرجونا بوصفه الهيئة رمز لعربة كاثا.
المهاتما غاندي في تعليقه على غيتا،ذهب إلى أن المعركة بأنها رمز لما يعتمر داخل روح أرجونا التي تتخبط بين نزعات الخير والشر.
أما سري أوروبيندو رأى أن كريشنا هو شخصية تاريخية، ولكن أهميته في غيتا أنه يشكل رمزا للتعامل الإلهي مع البشر، في حين أن أرجونا يشكل رمزاً لكفاح النفس البشرية. ومع ذلك، يرفض أورويندو الاعتقاد بأن غيتا ومهابهاراتا هما رمزان للحياة الداخلية وليس لهما علاقة مع الحياة الخارجية البشرية والأفعال.
إن المسألة في نهاية الأمر تبقة اختلافاً في وجهات النظر أو الاعتقادات، وليس بالإمكان تجاهل أن البهاغافاد غيتا هي من أكثر الكتب ترجمةً إلى العديد من لغات العالم، وذلك لأهمية مضمونها من تعاليم وإرشادات تذكّر الإنسان في إتباعها من أجل تطوير وعيه وتحسين مستوى حياته ومعيشته. فتشرح عن كل النواحي والأساليب المختلفة لتطور الوعي وعن طريقةٍ تجمَع كل هذه الأساليب كي توصلنا إلى ثبات العقل في حالة الوعي الصافي، وتكمن الأهمية أيضاً، أن هذه الطريقة كانت ضائعة لعصور طويلة خلت، لذلك لم يكن من الممكن الاستفادة الكاملة من تعاليم وإرشادات كريشنا لعدم معرفة تطبيق ممارسة الطريقة التي توصلنا إلى ثبات العقل، كما ورد في البهاغافاد غيتا.

## بعض من آيات البهاغافاد غيتا

### من الفصل الثالث - العمل
قال أرْجونا:
- 36. ما هي دوافع الإنسان كي يرتكب الخطيئة، وكأنه منجذب بالقوة دون إرادته، يا سيد كْريشْنا؟
- قال الرب المبارك:
- 37. إنهما الرغبة والغضب، المولودتان من غونة الرجس (الفعل والتفاعل) انهما مدمّرتان، إنهما شرّان كبيران. إنهما العدوّان اللدودان هنا على الأرض.
- 38. كما هي النار مغطاة بالدخان والمرآة بالغبار والجنين بغلاف الرحم، هكذا هو (الإنسان) مغلّف بذلك (بالرغبات).
- 39. تُحجب الحكمة بلهيب لا يشبع من الرغبة التي هي العدو الدائم للحكماء يا ابن كونتي.
- 40. الحواس والعقل والمنطق هي مقرٍ لها (للرغبات) فتُحجب الحكمة بسببها، ويضلّل المقيم في الجسم.
- 41. لذلك أصقل عمل الحواس أولاً، وأقتلع منك هذا الشر المدمّر للمعرفة وتحقيق الذات.
- 42. يقال إن الحواس مرهفة؛ والذهن أرهف من الحواس وأرهف من الذهن منطق العقل، أما الذي وراء العقل إنه هو.
- 43. لذلك، بمعرفة من هو الذي وراء العقل، بسكون ذاتك بالذات الكلية، يا أيها المسلّح الجبّار، دمّر هذا العدو الشرس المتمثل بالرغبات.

### من الفصل السابع - التمييز
قال الرب المبارك:
- بتثبيت عقلك علي، يا ابن بارتا، وباتخاذك لي كملجئك الأسمى، وبممارستك لليوغا، هكذا ستعرفني بالكامل ودون أدنى شك، هذا ما عليك أن تسمعه.
- سأكلمك عن المعرفة والاختبار، وبمعرفتهما لن يبقى شيء آخر تحتاج أن تعرفه.
- من بين آلاف الناس ربما هناك واحد يجاهد من أجل الاكتمال، ومن بين آلاف المجاهدين ربما هناك واحد يعرفني حقاً.
- إن طبيعتي الظاهرة لها ثمانية أشكال: الأرض والماء والنار والهواء والأثير والعقل والمنطق والأنا.
- هذه طبيعتي الدنيوية، ولكن خلفها، يا أيها المسلح الجبار، تكمن طبيعتي العلوية، الذات الكلّية، إنها نبع الحياة التي بها وجد هذا الكون.
- اعلم أن هاتين الطبيعتين هما رحم كل الكائنات؛ وأنا البداية والنهاية للكون كله.
- لا يوجد ما هو أعلى مني في هذا الكون المترامي الأطراف، كل العوالم تستقر فيّ، كما تنعقد حبات اللؤلؤ حول الخيط.
- أنا الذوق في مياه الحياة، يا ابن كونتي، أنا النور في الشمس والقمر، أنا المقطع آوم في الفيدا كلها، أنا الصوت في الأثير، والمقدرة في الإنسان.
- أنا العبير الصافي العابق من الأرض ولمعان النار هو أنا. أنا الحياة في كل الكائنات، والتقشّف في المتقشفين.
- اعرفني يا ابن بارتا، أنني منذ الأزل بذرة الحياة الأبدية لكل الكائنات. أنا ذكاء الأذكياء. أنا بطولة الأبطال.
- أنا قوة الأقوياء، عندما تكون هذه القوة خالية من الغضب والرغبات الأنانية. أنا الرغبة عندما تكون صافية ومنسجمة مع الدْهرْما.
- واعلم أن الغونات الثلاث، الساتفا والرجس والطمس، تأتي مني؛ النور السامي والحياة النابضة والظلمة بلا حياة. أنا لست فيها؛ لكن هي فيّ.
- مضلّل بهذه الحالات، حالات الغونات الثلاث، هذا العالم كله لا يعرف أني خلفها، ولا يعرف أني كائن أبداً!
- من الصعوبة حقاً، تجاوز مايا التي تخصني، والمكوّن من الغونات. ولكن من يكرّس ذاته لي وحدي، يتجاوز هذا الوهم.
- إنما فاعلوا الشر لا يبحثون عني، لقد أظلمت روحهم بالضلال. وحُجب نظرهم بالوهم، واتخذت قلوبهم طريق الشر.

### من الفصل الحادي عشر - الشكل الكوني
قال الرب المبارك:
- 32.أنا الزمان الكلّي القوة الذي يدمر كل شيء، لقد أتيت إلى هنا كي أقتل هؤلاء الرجال. حتى ولو لم تحارب أنت، إن جميع هؤلاء المحاربون المجابهون لك سيموتون.
- 33.لذلك انهض! يا أرْجونا، واربح مجدك، وتغلب على أعدائك وتمتع بمملكتك. نتيجة لقدر الكارما حكمت عليهم بالموت، لذلك كن أداة مجردة لعملي.
- 34.درونا وبهيشما وجايدراتا وكارنا وباقي الأبطال الأسطوريين في هذه الحرب العظيمة هم من عداد الأموات؛ لا تتردد، حارب وأقتلهم. عليك أن تتغلب على أعدائك في المعركة.

قال سنجايا:
- 35.عندما سمع أرْجونا هذه الكلمات من كْريشْنا، ضم يديه متردداً، وبصوت مضطرب، ومنحنياً بإجلال، تكلم.
- قال أرْجونا:
- 36.إنه حقاً، يا هْريشيكيشا يا كْريشْنا، أن البشر يسبحونك، وإنهم فرحين ومسرورين بك. كل الأرواح الشرّيرة تهرب خوفاً، وكل جمع القديسين تنحني أمامك بخشوع.
- 37.كيف هم لا ينحنون أمامك حباً وإجلالاً، وأنت إله الآلهة، الذات الأسمى؟ أنت خالق بْرَهْما إله الخليقة، أنت لامحدود، أبدي وملجأ العالم! أنت كل ما هو موجود وكل ما هو غير موجود وكل ما هو وراء الوجود.
- 38.أنت الله منذ البدء، أنت الله في الإنسان منذ أن وجد الإنسان. أنت الكنز الأسمى لهذا العالم الفسيح. أنت الأحد المعروف وأنت العارف، أنت مرقد الراحة النهائي، أنت الحضور اللامتناهي الذي فيه يكون كل شيء.
- 39.أنت إله الرياح والمياه، إله النار والموت! سيد القمر المنفرد، أنت الخالق، أنت سلف الكل! المجد لك، ألف مجدٍ، وأيضاً وأيضاً المجد لك.
- 40.المجد لك يا من أنت أمامي وخلفي، المجد لك يا من أنت في كل النواحي، إله الكل. أنت الإله الكلّي القوة والكلّي المقدرة. أنت اكتمال الكل وأنت الكل.
- 41.إذا كنت قد قلت لك عن غير قصد، أو حتى بمودة الصداقة، «كْريشْنا! أو ابن بادو أو يا صديقي» أكون قد فعلت ذلك دون أن أعي على عظَمتك.
- 42.وإذا كنت قد أسأت التصرف معك، أكنت منفرداً أو مع الآخرين، أو كنت قد مازحتك خلال التسلية أو خلال الراحة أو خلال وليمة طعام، أغفر لي برحمتك، يا من لا حد له.
- 43.أبٌ للكل، سيدٌ أسمى. قوة سامية في كل العوالم؛ من هو أعظم منك في الوجود أنت با من لا تقارن عظمته أو توصف؟
- 44.أنحني أمامك، أسجد تكريماً لك، وأتوسّل نعمتك، يا أيها الرب الرحمان! مثل الأب لولده ومثل الصديق لصديقه، ومثل العاشق لمعبودته، كن رحيماً لي يا الله.
- 45.في رؤية واحدة شاهدت ما لم يراه إنسان من قبل. هاءنذا أبتهج، ولكن قلبي لا يزال يرتجف من الخوف. ارحمني يا إله الآلهة، يا ملجأ العالم أجمعين، دعني أرى مرة أخرى شكلك البشري.
- 46.أتشوق أن أراك مرة أخرى بتاجك وصولجانك وهالتك، دعني أراك مرة أخرى بشكل سواعدك الأربعة، أنت ذو السواعد اللامحدودة وذو الشكل اللامحدود.

قال الرب المبارك:
- 47.بنعمتي وبعجب قوتي أظهرت لك يا أرْجونا، هذا الشكل الأسمى المصنوع من النور، الذي هو اللامحدود، الذي هو الكل؛ إنه شكلي الخاص الأزلي الذي لم يشاهده أي إنسان من قبل.
- 48.لا الفيدا ولا التضحيات ولا الدراسات ولا الإحسان، ولا الطقوس، ولا التقشّف المخيف، تستطيع أن تعطي رؤية شكلي الأسمى. أنت وحدك قد رأيت هذا الشكل، يا أعظم الكوريين.
- 59.لقد شاهدت الشكل المروِّع لعظمتي، ولكن لا تخف، ولا ترتبك. متحرراً من الخوف وبقلب فرح أنظر شكلي الودود مرة أخرى.
- قال سنجايا:
- 50.وهكذا تكلم فاسوديفا (السيد كْريشْنا) لأرجونا، وأظهر ذاته بشكله البشري. أعطى إله الكل سلاماً لمخاوف أرْجونا واظهر ذاته بجماله المسالم.
- قال أرْجونا:
- 51.عندما أرى وجهك البشري اللطيف، يا كْريشْنا، أعود إلى طبيعتي، وينعم قلبي بالسلام.
- قال الرب المبارك:
- 52.أنت رأيت الآن وجهاً لوجه شكلي الإلهي الذي يصعب رؤيته، حتى إن آلهة السماء يحتاجون لزمن طويل كي يروا ما أنت رأيت.
- 53.ليس بالفيدا وليس بحياة التقشف وليس بمساعدة الفقراء وليس بالمقدمات المقدّسة يمكن أن يراني أحد مثلما رأيتني أنت.
- 54.لكن بثبات العقل والإخلاص قد يستطيع الناس أن يروني وأن يعرفوني وأن يأتوا إليّ.
- 55.إن من يعمل من أجلي بإخلاص، من أكون له مبتغاه الأخير ومن يكون متحرّراً من التعلّق بكل شيء، وبحبه لكل الخليقة دون أي عدائية، يأتي حقاً إليّ.

## غيتا الكتاب المقدس لليوغا

ديوناكري أم (هندوسية) ديفاناغاري أُم وهو رمز مقدس في الهندوسية والجينية والبوذية. يوضع عادة في بداية النصوص الهندوسية كعلامة تعجب تقرأ قبل وبعد قراءة نصوص الفيدا وفي السابق قبل الصلاة أو المانترا أو اليوغا.

يتناول البهاغافاد غيتا الخلاف بين الحدس والحواس من النظام الكوني.
اليوغا مصطلح يشمل مجموعة واسعة من المعاني، ولكن في سياق البهاغافاد غيتا، يصف البصيرة، صفاء الذهن، المهارة في العمل، القدرة على جعل الذات الفردية تتثبت في الذات الكونية أو الكليّة.
يرى كريشنا، أن أصل كل المعاناة العقلية هي بسبب الرغبات أنانية. وأن السبيل الوحيد لاخماد الرغبات هو تسكين للعقل من خلال الانضباط الذاتي وإشراكه في أعلى شكل من أشكال النشاط في آنٍ معاً.
ويمكن تحقيق هذا الهدف من خلال اليوغا عن طريق التأمل والعمل، التفاني والمعرفة.
كريشنا يلخص اليوغا من خلال الثمانية عشر فصلاً. وقد ركز الباحثون على ثلاثة مسارات أو طرق هي:
- بهاكتى يوغا أي الولاء، وهي مماثلة للموكشا.
- كارما يوغا أي ناكر الذات
- جونانا يوغا أي طريق المعرفة

وبالرغم من اختلاف الطرق، إلا أن هدفها واحد وهو الوصول إلى الذات الكونية «البراهما» باعتبارها الحقيقة المطلقة التي يقوم عليها العالم المادي. وتهدف اليوغا موكشا إلى الهروب من دورة التناسخ عن طريق تحقيق واقع في نهاية المطاف.
وهناك ثلاث مراحل لتحقيق الذات المنصوص عليها من البهاغافاد غيتا:
- البراهما أي الطاقة الكونية.
- الباراماتما الروح العليا الكامنة في كائن حي.
- البهاغافان أي الذات الإلهية.

## الطرق الرئيسية الثلاث
الباحث مادهوسودانا سراسفاتي قسّم فصول الغيتا الثمانية عشر إلى ثلاثة أقسام، كل قسم يتألف من ستة فصول.
- القسم الأول: يوغا كارما

والمقصود منها: أداء الإنسان لواجباته وأعماله في الحياة دون القلق من النتائج، بحسب الدارما، أي دون التفكير بالربح، واعتبار ذلك نوعاً من أداء التضحية للذات العليا. فإنكار الذات في العمل يعتبرها كريشنا الطريقة المثلى لإحقاق الحق لكن دون التفكير فيدوافع العمل ونتائجه.
ويرد شرح واضح لهذه المفاهيم في الآيات التالية:
47.أنت تستطيع أن تتحكّم بالعمل فقط وليس بنتائجه. لا تعيش من أجل ثمار أعمالك، ولا تتوقف عن القيام بواجبك وعملك. (02-47)
48.أثبت في اليوغا، يا غانم الثروة، (أرْجونا) وأدّي عملك بعد أن تتخلص من التعلّق، وكن متساوياً في النجاح والفشل، لأن تساوي العقل يسمى يوغا. (02-48)
62.وبالتفكير في مدرَكات الحواس، يُنمي الإنسان تعلّقه بها؛ ومن التعلّق تنبع الرغبة، والشهوة، وهذا ما يُنمي الغضب.
63.من الغضب يأتي الضلال؛ ومن الضلال ضياع الذاكرة ونسيان الواجب؛ وضياع الذاكرة يهدم منطق العقل، وبضياع منطق العقل يهلك الإنسان.
64.ولكن من هو ذاتي التهذيب، من يتنقّل بين مدرَكات الحواس، متحرراً من التعلّق بها ومن الكره لها وضابطاً لها، يلقى النعمة ويستريح في السكون.
65.في نعمة السكون يجد نهاية لكل أحزانه. وبالتأكيد سيصبح عقل الإنسان ذو الوعي التجاوزي المتطور، ثابتاً بحزم.
- القسم الثاني: بهاكتى يوغا

وفقا لكاثرين كونيللي، أستاذة في علم اللاهوت في كلية بوسطن، "إن نص غيتا يقدم خلاصة لمختلف الاحتمالاات الممكنة لتحقيق التحرر من خلال المعرفة في جونانا، العمل في كارما والتفاني في حب الله في بهاكتى، فهذه الثلاث هي أعلى وأسهل مع التركيز عليهاإلى الخلاص.
نجد ذلك في مقدمة الفصل السابع من غيتا، بهاكتى تتلخص كوسيلة لعبادة وتأمل ومحبة الله.
فيقول كريشنا:
47.ومن بين كل اليوغيين، إن أكثرهم توحداً بي من يُبجّلني بإيمان، ومن تكون ذاته الكلّية مستغرقة فيّ.
15.وعندما ترقد ذاتهم السامية فيّ، في مقرّ الفرح السامي، لن يعودوا أبداً إلى عالم الأحزان البشرية هذا.
6.ولكـن من أكـون لهم المبتغى الأسمى، ومـن أسـلموا أعمالهم.
7.لي، ويتأمّلون بي بعقل ثابتّ ويكرمني بإخلاص، هؤلاء أخلصهم سريعاً من بحر الموت ومن دوامة الحياة والممات.
8.ثبّت عقلك علي وحدي، وأصغي إلي بانتباه وتمعّن، ستعيش حقاً فيّ إلى الأبد.
9.أما إذا لم تستطع أن تريح عقلك فيّ، عندئذٍ حاول أن تصلني بممارسة أبهياسا يوغا.
26.ومن يكرمني بإخلاص وثبات ويعمل من أجلي، يتجاوز الغونات الثلاث ويستطيع أن يكون واحد مع البْرَهْمان الأحد.
65.هبني عقلك، وهبني قلبك، وتضحيتك، وإخلاصك. وكلمة وعدٍ أقولها لك، ستأتي إليّ حقاً لأنك عزيز عليّ.
66.اترك كل شيء ورائك، وتعالى إليّ أنا وحدي، من أجل خلاصك. سأجعلك متحرّراً من رباط كل الخطايا، لا تخف، ولا تحزن.
- القسم الثالث: جونانا يوغا

هي طريقة المعرفة والتمييز في ما يخص الفرق بين الروح الخالدة أتمان والجسم. فهي تعلم تمييز بين ماهو حقيقي وماهو غير حقيقي، ماهو أبدي وماهو زمني.
في الفصل الثاني يبدأ كريشنا عرضا موجزاً جونانا يوغا. فيقول أن ليس هناك ما يدعو إلى رثاء أولئك الذين على وشك أن يُقتلوا في المعركة، لأنه لم أبداً يكن هناك وقت لم تكن، ولن يكون هناك وقت كانت فيه، أنها سوف تتوقف عن أن تكون، إنه يقصد بذلك أتمان الروح الخالدة للمحاربين. لأن مصير المحاربين لا يمكن تدميرها. فالنار لا يمكن أن تحرقها، والماء لا يمكن أن يبللها، والرياح لا يمكن تجففها.
يقول كريشنا:
- 31.من يرى أن لامحدودية الكائنات المتنوعة هي ثابتة في الأحد، وهي تحوّل من الأحد، يصبح واحد مع البْرَهْمان.
- 32.إن الذات الكلية هي بلا بداية ومتحرّرة من الظروف المتغيّرة وغير فانية. وبالرغم من وجودها في الجسم، إلا إنها لا تعمل ولا تتأثر بنتائج أي عمل.
- 33.كما أن الأثير الوجود في كل شيء يبقى نقي ولا يمتزج بأي شيء، بسبب طبيعته المرهفة، كذلك الذات المقيمة في المادة تبقى نقية من تلامس المادة.
- 34.وكما أن الشمس الواحدة التي تشع نورها على جميع الأشياء في هذا العلم، هكذا يعطي رب الحقل النور لكل حقله.
- 35.أولئك الذين يدركون بعين التجلي الذاتي، التمييز بين الحقل وعارف الحقل، ويدركون أيضاً تحرّر الذات عن الطبيعة المادية، يذهبون إلى الأسمى.

## خلاصة البهاغافاد غيتا
هناك ستة شرور يجب تجنبها بحسب الغيتا وهي:
1. الشهوة
2. الغضب
3. الجشع
4. الوهم
5. الفخر
6. الغيرة

هذه هي الصفات السلبية التي تمنع الإنسان من تحقيق الموكشا «التحرر من دورة الولادة والموت». وهذه هي حقيقة البهاغافاد غيتا. فهي تصبُّ في إطار موقف الإنسان من العالم والكون. وتعدُّ جزءاً من سيرته وتطور ذهنيَّته ورؤيته للعالم والكون.
«إن هدف الغيتا كما يبدو لي يكمن في إظهار أفضل الطريق لبلوغ تحقيق الذات.. إن ذلك يتحقق ذلك من خلال العمل المتفاني، بالتخلي عن الأنانية، نبذ ثمار العمل وتخصيص كل الأعمال لله، عن طريق تسليمه الجسد والروح».
هذا ما قاله غاندي عن البهاغافاد جيتا وما دعاه «إنجيل العمل الذي لا يعرف الأنانية».

## أنظر أيضًا
- فيشفاروبا